# Люляково (Кырджалийская область)
Люляково (болг. Люляково) — село в Болгарии. Находится в Кырджалийской области, входит в общину Кырджали. Население составляет 337 человек.

## Политическая ситуация
В местном кметстве Люляково, в состав которого входит Люляково, должность кмета (старосты) исполняет Мюмюн Дурмуш Али (Движение за права и свободы (ДПС)) по результатам выборов правления кметства.
Кмет (мэр) общины Кырджали — Хасан Азис (Движение за права и свободы (ДПС)) по результатам выборов в правление общины.